# Aleksander (cesarz bizantyński)
Aleksander (ur. 870, zm. 6 czerwca 913) – cesarz bizantyński w latach 912–913.
Był synem cesarza Bazylego I i jego drugiej żony Eudokii Ingeriny. Jego starszym bratem był cesarz Leon VI Filozof. W latach 879–912 współrządził ze swym ojcem i bratem. Po śmierci Leona w 912 roku został jego następcą i równocześnie regentem nieletniego bratanka, Konstantyna.
Jako samodzielny cesarz panował bardzo krótko. Nie miał żadnych predyspozycji do sprawowania władzy, gdyż był lekkoduchem i sprawami państwowymi nie interesował się w najmniejszym stopniu. Po śmierci brata uwięził cesarzową w klasztorze, a doradców Leona pozbawił urzędu. W czasie jego krótkiego panowania Bułgarzy zaczęli przygotowywać potężny atak na cesarstwo. Zmarł podczas przygotowań do wojny w 913 roku. Na łożu śmierci na swojego następcę wyznaczył Konstantyna, małoletniego bratanka, który panował jako Konstantyn VII.